# Potrero del Bordo
Potrero del Bordo är en ort i Mexiko.   Den ligger i kommunen Tlalnelhuayocan och delstaten Veracruz, i den sydöstra delen av landet, 230 km öster om huvudstaden Mexico City. Potrero del Bordo ligger 1 450 meter över havet och antalet invånare är 574.
Terrängen runt Potrero del Bordo är huvudsakligen kuperad, men västerut är den bergig. Runt Potrero del Bordo är det ganska tätbefolkat, med 100 invånare per kvadratkilometer. Närmaste större samhälle är Xalapa, 6,1 km öster om Potrero del Bordo. I omgivningarna runt Potrero del Bordo växer i huvudsak städsegrön lövskog.